# Cabixi
Cabixi är en kommun i Brasilien.   Den ligger i delstaten Rondônia, i den centrala delen av landet, 1 400 km väster om huvudstaden Brasília. Antalet invånare är 6 309.
Omgivningarna runt Cabixi är huvudsakligen savann. Trakten runt Cabixi är nära nog obefolkad, med mindre än två invånare per kvadratkilometer.